# 伊射奈美神社 (美馬町)
伊射奈美神社（いざなみじんじゃ）は、徳島県美馬市美馬町中鳥にある神社である。

## 歴史
創建は不詳。式内社阿波國美馬郡伊射奈美神社の論社の一つ。同じ社名で所在地の違う同市穴吹町三島の伊射奈美神社も論社である。

## 祭神
- 伊邪那美尊
- 速玉之男神
- 事解男命

## 交通
- JR徳島線「阿波半田駅」より車で約5分。